# Кампи, Туссен
Туссен Кампи (фр. Toussaint Campi; 1777—1832) — французский военный деятель, генерал-лейтенант (1831 год), барон (1810 год), участник революционных и наполеоновских войн. Имя генерала выбито на Триумфальной арке в Париже.

## Биография
Родился в семье Франсуа Кампи (фр. François Campi) и его супруги Мари Пери (фр. Marie Peri). Начал службу 1 февраля 1797 года лейтенантом 5-й полубригады лёгкой пехоты. Принимал участие в Итальянской кампании 1797 года. В 1798 году переведён в Гельветическую армию. 4 сентября 1798 года получил сквозное огнестрельное ранение через оба бедра в бою при Унтервальдене. 26 мая 1799 года, во время оккупации Турина Суворовым, он почти в одиночку защищал вход в арсенал от значительного числа австрийцев и пьемонтцев и сдался только тогда, когда на получил штыковой удар. Находился в заключении в тюрьме Бадена до заключения Люневильского мира. В 1801 году возвратился во Францию. 5 апреля 1802 года произведён в капитаны и 20 мая 1802 года переведён в штаб 9-го военного округа. 17 января 1804 года зачислен в штаб гренадерского резерва Армии Берегов Океана. 26 сентября 1805 года стал адъютантом маршала Массена в Итальянской армии. В 1806 году последовал за последним в Армию Неаполя, а в 1807 году – в Великую Армию. 22 февраля 1807 года получил звание командира батальона. В качестве адъютанта маршала Массена отличился в Австрийской кампании 1809 года. При Эффердинге проявил бесстрашие. Позже, в Эберсберге, Кампи вместе с генералом Коэорном, став во главе одной из французских колонн, демонстрировали чудеса храбрости. 22 мая 1809 года ранен пулей в правую ногу в сражении при Эсслинге.
26 мая 1809 года награждён званием полковника и стал командиром 26-го полка лёгкой пехоты, сменив тяжело раненого при Асперне полковника Пуже. В составе 1-й дивизии генерала Леграна 4-го корпуса сражался при Ваграме он был частью колонны, которая маршировала сомкнутыми батальонами под огнём артиллерии и среди атак австрийской кавалерии. В один из самых критических моментов этого движения, получив приказ идти в ускоренном темпе, он сплотил изрешечённые пушечными ядрами ряды своего полка и восхитил неприятеля своим видом. Кроненбурге, Штоккерау и Холлабрунне. 11 июля 1809 года получил три штыковых раны в сражении при Цнайме.
24 июня 1810 года стал полковником штаба в Армии Иллирии. 26 апреля 1811 года был определён в распоряжение вице-короля Италии Богарне. 4 августа 1811 года возглавил 65-й полк линейной пехоты в Испании. 22 июля 1812 года был дважды ранен в сражении при Арапилах. Во время битвы, сражаясь до последней крайности, кричал своим собратьям по оружию, что «лучше умереть под своими знамёнами, чем вырвать их у врага, отступив».
12 апреля 1813 года произведён в бригадные генералы. С 30 мая 1813 года по 20 июня 1814 года командовал бригадой 46-й пехотной дивизии генерала Кенеля  в составе обсервационного корпуса Адидже. Отличился 6 сентября 1813 года при Фейстрице и 23 сентября 1813 года при Асслинге. 8 февраля 1814 года под командой генерала Вердье сражался при Минчо, где возглавлял 1-ю бригаду 1-й пехотной дивизии.
При первой Реставрации оставался с 1 сентября 1814 года без служебного назначения. Во время «Ста дней» присоединился к Императору и 31 марта 1815 года назначен командиром 2-й бригады 5-й пехотной дивизии генерала Башлю. Отличился при Катр-Бра. 18 июня 1815 года тяжело ранен при Ватерлоо. 1 сентября 1815 года определён в резерв. 30 декабря 1815 года определён в штат Генерального штаба. 16 июня 1819 года стал генеральным инспектором пехоты. 27 февраля 1831 года произведён в генерал-лейтенанты. 15 мая 1832 года назначен командующим департаментов Изер и Верхние Альпы. 31 мая 1832 года стал командующим в Лионе.
Умер 12 октября 1832 года в Лионе в возрасте 54 лет. 28 июня 1893 года при обыске авеню Ниэль в Париже была обнаружена небольшая свинцовая шкатулка с пергаментом со следующей надписью: «Сердце дивизионного генерала барона Кампи, скончавшегося в Лионе 14 октября 1832 года. Журдан, фармацевт». После этого свинцовый ящик в форме сердца был помещён в небольшой дубовый ящик, и 9 мая 1894 года зарыт в камеру, вырытую для него в столбе из известняковой массы на пересечении трех галерей катакомб Парижа. Камера запечатана каменной плитой с единственной надписью «1894». В 1970 году строительство современного здания на улице Реми Дюмонсель, 4 потребовало строительства служебной шахты и консолидационных столбов в катакомбах непосредственно под этим зданием. Камень с сердцем генерала находится в этих каменных работах, из-за которых мемориальная доска с 1894 годом сегодня невидима.

## Воинские звания
- Лейтенант (1 февраля 1797 года);
- Капитан (5 апреля 1802 года);
- Командир батальона (22 февраля 1807 года);
- Полковник (26 мая 1809 года);
- Бригадный генерал (12 апреля 1813 года);
- Генерал-лейтенант (27 февраля 1831 года).

## Титулы

Герб барона

- Барон Кампи и Империи (фр. baron Campi et de l'Empire; декрет от 15 августа 1809 года, патент подтверждён 16 декабря 1810 года в Париже)[2][3].

## Награды
Легионер ордена Почётного легиона (20 сентября 1808 года)
 Офицер ордена Почётного легиона (10 января 1814 года)